# Edwin R. Ridgely
Edwin Reed Ridgely (* 9. Mai 1844 bei Lancaster, Wabash County, Illinois; † 23. April 1927 in Girard, Kansas) war ein US-amerikanischer Politiker.
Ridgely diente während des Sezessionskrieges ab dem Jahr 1862 als Private in der Company C der 150. Regiments der Illinois Volunteer Infantry. Im Laufe der Zeit wurde er zum Sergeant befördert. Nach dem Ende des Krieges schied Ridgely aus der Armee aus und zog 1869 nach Girard in Kansas. 1876 trat er aus der Republikanischen Partei aufgrund deren Finanzpolitik aus. Von 1889 bis 1893 lebte er in Ogden (Utah) und kehrte im Anschluss nach Kansas zurück.
1896 wurde Ridgely für die Populist Party in den Kongress gewählt und vertrat dort vom 4. März 1897 bis zum 3. März 1901 den Bundesstaat Kansas im Repräsentantenhaus der Vereinigten Staaten. Bei den Kongresswahlen 1900 stand er nicht für eine erneute Kandidatur zur Verfügung. Ridgely kehrte nun nach Kansas zurück, wo er in Mulberry landwirtschaftlich tätig wurde. Er starb am 23. April 1927 in Girard und wurde auf dem dortigen Girard Cemetery beigesetzt.